# Château d'Arifat (Arifat)
Pour les articles homonymes, voir Château d'Arifat.
Le château d'Arifat est un château situé à Arifat dans le Tarn, en région Occitanie (France). C'est un édifice du XIIIe siècle, qui dépendait de l'Arifadès, et aujourd'hui ruiné.

## Historique

### Origine
Construit au XIIIe siècle par la famille de Soubiran, le château d'Arifat surplombe les magnifiques cascades du même nom depuis son promontoire,. Il faisait partie de la seigneurie Laroque-Arifat ou Arifadès, qui comprenait aussi le château de la Roque, plus ancien. Ainsi, les Soubiran était maîtres de cette seigneurie.
Le château est largement remanié aux XVe et XVIe siècles, comme en témoigne deux fenêtres à meneaux. En 1678, alors que son domaine est grandement réduit par rapport à l'Arifadès, François de Soubiran rachète plusieurs terres annexes pour reconstituer sa seigneurie. 
En 1763, la seigneurie passe à la famille de Villeneuve, et en 1775, ceux-ci se font bientôt titrer marquis d'Arifat.

### XXe siècle
En 1914, une dépendance du château est transformée en école, école qui est transférée à l'intérieur même du château en 1926 et fermera en 1961. 
Après être détenu par différents propriétaires, le château échoie à la mairie d'Arifat en 2001. L'Association pour la sauvegarde et la promotion du site d'Arifat tente aujourd'hui de protéger la demeure médiévale. Une buvette a été installée dans une annexe, mais la restauration de l'édifice s'annonce difficile, situation empirée par le mauvais état de la toiture et une large fissure sur un mur difficile d'accès.

## Architecture
Le château d'Arifat se présente sous la forme d'un corps de logis s'élevant sur quatre étages. Il est orienté d'est en ouest. Aujourd'hui, seul ce logis subsiste, tandis que les ailes arrière, s'articulant au nord de l'édifice, sont écroulées. Ces anciennes parties rehaussaient largement l'austérité actuelle de la bâtisse, et étaient d'aspect confortable, avec de larges fenêtres à meneaux, un balcon et se terminaient par une petite tour circulaire. La façade principale, subsistante, n'est animée que de deux fenêtres à meneaux.

## Galerie

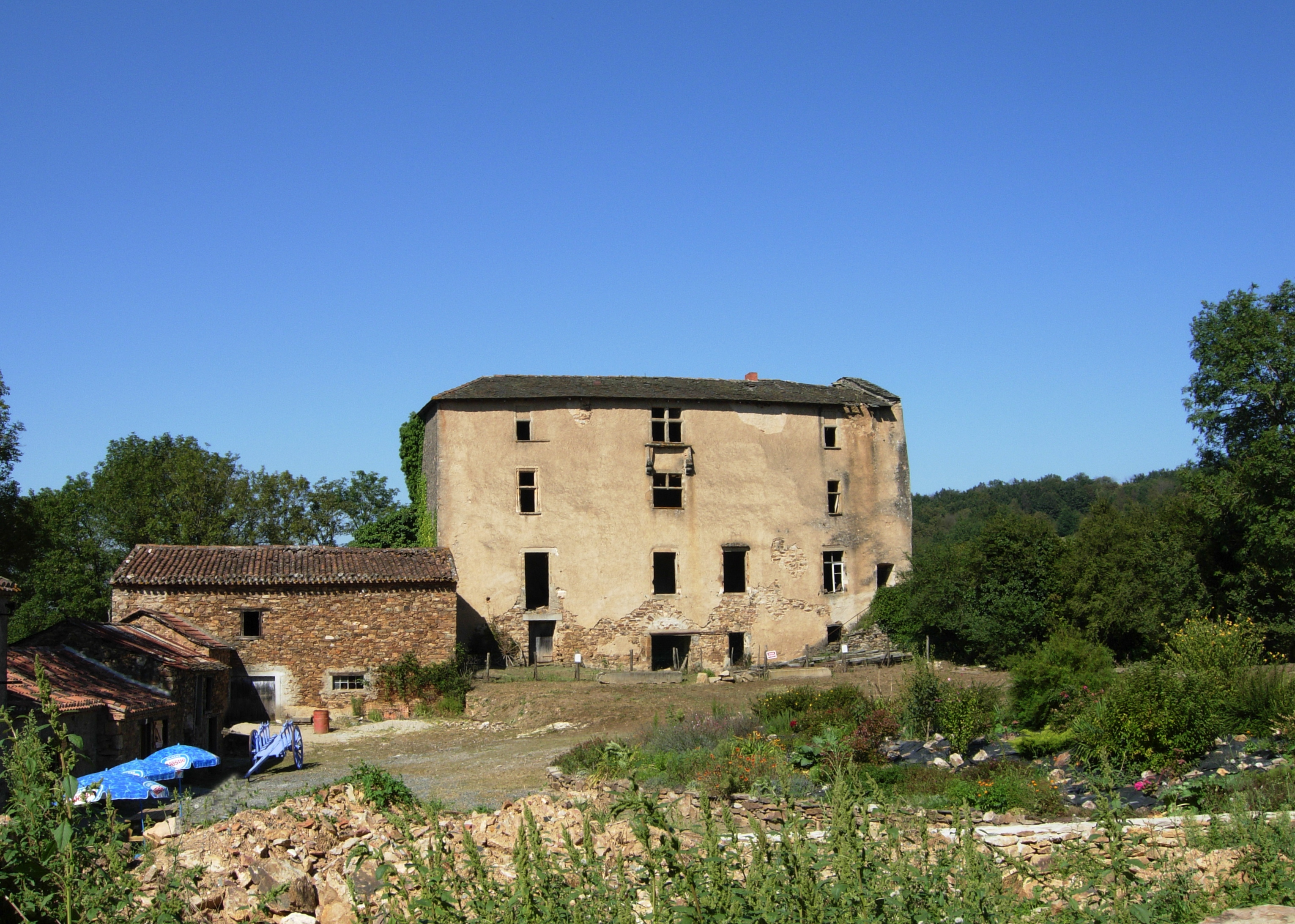
Le château avant la récente campagne de restauration.
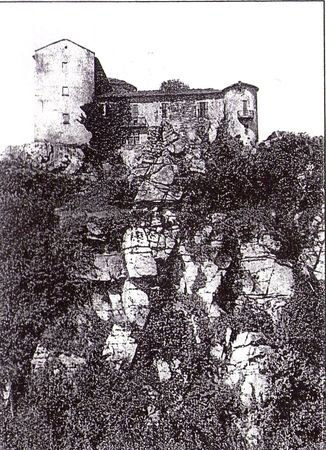
Photo de la façade Est du château en 1906. Aujourd'hui, la partie de droite a entièrement disparu.
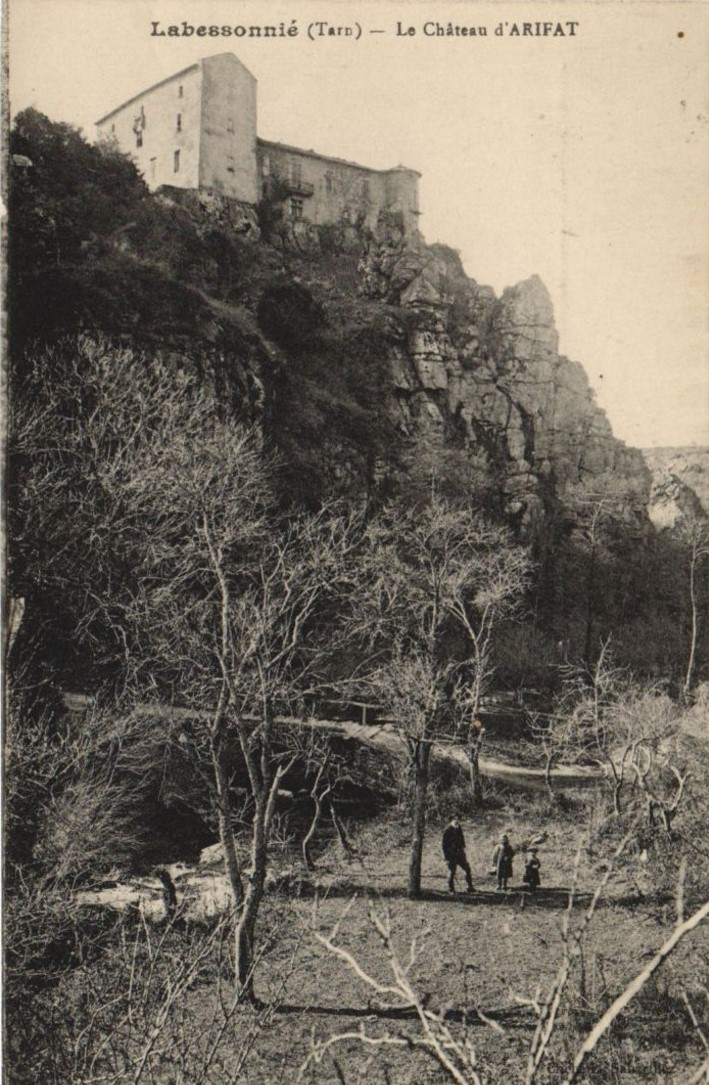